# Karl Philipp Moritz
Karl Philipp Moritz (Hameln, 15 settembre 1756 – Berlino, 26 giugno 1793) è stato uno scrittore, saggista e editore tedesco, riconducibile al periodo del "classicismo weimariano" (secondo P. Szondi, Poetica e filosofia della storia).

## Biografia
Nato nella Germania settentrionale nel 1756, Moritz ebbe un’infanzia difficile per via delle modeste condizioni economiche, dei continui dissapori tra i genitori e dell’opprimente ambiente religioso quietista che lo circondava. La sua adolescenza fu attraversata da grandi entusiasmi per la poesia, per la filosofia, per il teatro, alternati tuttavia ad amare delusioni, alle quali il giovane Moritz reagì attraverso l’esperienza del viaggiare intesa come sollievo dal peso delle circostanze opprimenti e come mezzo per affermare la propria libertà. Queste prime vicende costituiranno l’argomento della sua opera più famosa, Anton Reiser (Anton il viaggiatore) romanzo autobiografico di introspezione psicologica.
Moritz trovò impiego come insegnante dapprima presso il pedagogo J. B. Basedow, poi presso l’orfanotrofio militare di Potsdam e infine presso un liceo di Berlino. Dopo aver compiuto un viaggio in Inghilterra (1782) Moritz intraprese nel 1786 un viaggio in Italia con l’intento di studiare sul posto le antichità greco-romane e di realizzare un’opera innovativa sull’argomento da contrapporre a quella di J. J. Winckelmann.
In Italia, dove si trattenne per due anni, Moritz fece l’incontro più importante della sua vita, Johann Wolfgang Goethe, che soggiornò a Roma nello stesso periodo. Tra i due si stabilì una proficua amicizia e, grazie alla stima e all’incoraggiamento di Goethe, Moritz poté approfondire le sue conoscenze sull’arte e sulla storia, ricevendo stimoli alla ricerca e alla produzione.
Ottenuta una cattedra presso l’Accademia di Berlino, Moritz fece ritorno in patria, dove si dedicò all’insegnamento e alla pubblicazione delle sue opere. Nel 1792 prese in moglie la figlia sedicenne di un libraio berlinese, ma il matrimonio naufragò presto; la sua salute, già minata dalla tisi, subì un rapido tracollo, e nel 1793 Karl Philipp Moritz morì a Berlino.

## Opere
- Viaggi di un tedesco in Inghilterra nell’anno 1782 (Reisen eines Deutschen in England im Jahre 1782). Berlino, 1783.
- Rivista di psicologia empirica (Magazin zur Erfahrungsseelenkunde), 10 annate, 1783–1793.
- Tentativo di unificazione di tutte le Belle Arti e le Scienze sotto il concetto di ‘compiuto in se stesso’ (Versuch einer Vereinigung aller Schönen Künste und Wissenschaften unter dem Begriff des ‘in sich selbst Vollendeten’), 1785.
- Anton Reiser. Romanzo psicologico (Anton Reiser. Ein psychologischer Roman), 4 voll., 1785-1790.
- Andreas Hartknopf. Un’allegoria (Andreas Hartknopf. Eine Allegorie), 1785.
- Tentativo di una prosodia tedesca (Versuch einer deutschen Prosodie) 1786.
- Sull’imitazione formatrice del bello (Über die bildende Nachahmung des Schönen) 1788.
- Gli anni di predicazione di Andreas Hartknopf (Andreas Hartknopfs Predigerjahre), 1790.
- Anthusa, o le antichità romane (Anthusa oder Roms Alterthümer), 1791.
- Dottrina degli dei, o la poesia mitologica degli antichi (Götterlehre oder mythologische Dichtungen der Alten), 1791.
- Grammatica italiana per i tedeschi (Italienische Sprachlehre für die Deutschen), 1791.
- Viaggi di un tedesco in Italia negli anni 1786-1788 (Reisen eines Deutschen in Italien in den Jahren 1786 bis 1788), 3 voll., 1792-1793.
- Concetti preliminari per una teoria degli ornamenti (Vorbegriffe zu einer Theorie der Ornamente), 1793.